# Sabiduría

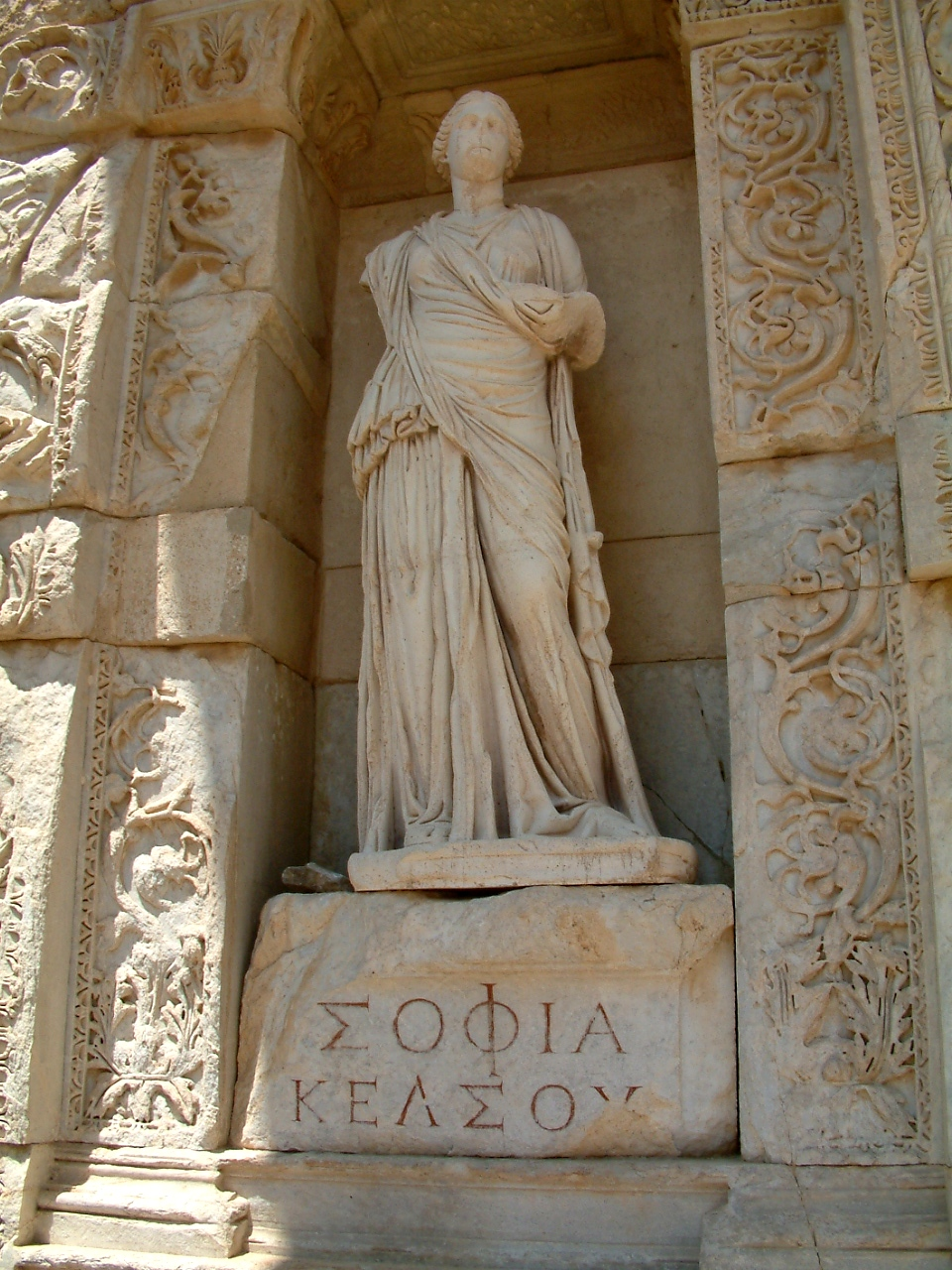
Alegoría de la sabiduría en la biblioteca de Celso en Éfeso, Turquía. La inscripción en griego dice «ΣΟΦΙΑ ΚΕΛΣΟΥ» (sofía Kelsou). Pese a la ausencia de iota subscrita marcando el dativo en la primera palabra, se interpreta como «A la sabiduría de Celso».

La sabiduría o experiencia es un carácter que se desarrolla con la aplicación de la inteligencia en la experiencia propia, obteniendo conclusiones que nos dan un mayor entendimiento, que a su vez nos capacitan para reflexionar, sacando conclusiones que nos dan discernimiento de la verdad, lo bueno y lo malo. La sabiduría y la moral se interrelacionan dando como resultado un individuo que actúa con buen juicio. Algunas veces se toma a la sabiduría como una forma especialmente bien desarrollada de sentido común. 
En ciencias de la información, la sabiduría constituye el vértice de la pirámide constituida, de menor a mayor complejidad, por dato, información, conocimiento y sabiduría.
En la sapiencia se destaca el juicio sano basado en conocimiento y entendimiento; la aptitud de valerse del conocimiento con éxito, y el entendimiento para resolver problemas, evitar o impedir peligros, alcanzar ciertas metas, o aconsejar a otros. Es lo opuesto a la tontedad, la estupidez y la locura, y a menudo se contrasta con estas. Tomás de Aquino define la sabiduría como "el conocimiento cierto de las causas más profundas de todo" (In Metaphysica, I, 2). Por eso, para él, la sabiduría tiene como función propia ordenar y juzgar todos los conocimientos.
La sabiduría toma sus referencias de lo que se denomina memoria a largo plazo. En otras palabras, lo vivido ha de haberse experimentado con suficiente frecuencia o intensidad como para que no se borre de nuestro recuerdo, se inserte en los esquemas de lo que consideramos bueno o malo y se tome en cuenta como parte de los procesos de supervivencia del individuo.

## En psicología
La mayoría de los psicólogos [cita requerida] consideran la sabiduría como distinta de las habilidades cognitivas medidas por los exámenes de inteligencia. La sabiduría es con frecuencia considerada como un rasgo que puede ser desarrollado por la experiencia, pero no enseñado. Cuando se aplica a asuntos prácticos, la palabra sabiduría es sinónimo de prudencia. Algunos consideran la sapiencia como una cualidad que incluso un niño, de otra forma inmaduro, puede poseer con independencia de la experiencia o el conocimiento completo. 
La sabiduría según una definición muy explícita de la misma es: «La forma correcta de aplicar el conocimiento» [cita requerida] y va mucho más allá que el mismo intelecto, mostrando así lo elemental de la Vida. [cita requerida]
El nivel de la sabiduría o la prudencia como una virtud es reconocida en fuentes culturales, filosóficas y religiosas. Algunos definen la sabiduría en un sentido utilitario, como una forma de prever las consecuencias y actuar para maximizar el bien común a largo plazo.[cita requerida]

## Perspectivas mitológicas y filosóficas
Los antiguos griegos consideraban la sabiduría como una importante virtud, personificada como las diosas Metis y Atenea. Metis fue la primera esposa de Zeus, quien, según la Teogonía de Hesíodo, la había devorado embarazada; Zeus se ganó después el título de Mêtieta ("La Sabia Consejera"), ya que Metis era la encarnación de la sabiduría, y dio a luz a Atenea, de quien se dice que surgió de su cabeza. Atenea era representada como fuerte, justa, misericordiosa y casta. Apolo también era considerado un dios de la sabiduría, designado como director de las Musas. (Musagetes), que eran personificaciones de las ciencias y de las artes inspiradas y poéticas; Según Platón en su Crátilo, el nombre de Apolo también podía significar "Ballon" (arquero) y "Omopoulon" (unificador de polos [divino y terrenal]), ya que este dios era el responsable de las inspiraciones divinas y verdaderas, por lo que se le consideraba un arquero que siempre acertaba en la curación y los oráculos: "es un arquero que siempre se lanza". Apolo era considerado el dios que profetizaba a través de las sacerdotisas (Pythia) en el Templo de Apolo (Delfos), donde el aforismo "conócete a ti mismo" (gnōthi seauton) estaba inscrito (parte de la sabiduría de las máximas de Delfos).  Se le contraponía a Hermes, relacionado con las ciencias y la sabiduría técnica, y, en los primeros siglos después de Cristo, se le asociaba con Thoth en un sincretismo egipcio, bajo el nombre de Hermes Trimegistus. La tradición griega registró a los primeros introductores de la sabiduría en los Siete Sabios de Grecia.
Para Sócrates y Platón, la filosofía era literalmente el amor a la sabiduría (philo-sophia). Esto impregna los diálogos de Platón; en La República los líderes de su propuesta de utopía son reyes filósofos que comprenden la Idea de Bien y poseen el valor de actuar en consecuencia. Aristóteles, en Metafísica, definió la sabiduría como la comprensión de por qué las cosas son de una determinada manera (causalidad), lo cual es más profundo que el mero hecho de saber que las cosas son de una determinada manera. Fue el primero en hacer la distinción entre phronesis y sophia.
Según Platón y Jenofonte, la Pitia del Oráculo de Delfos respondió a la pregunta "¿quién es el hombre más sabio de Grecia?" afirmando que Sócrates era el más sabio. Según la Apología de Platón, Sócrates decidió investigar a las personas que podrían considerarse más sabias que él, concluyendo que carecían de verdadero conocimiento:
[... ] οὗτος μὲν οἴεταί τι εἰδέναι οὐκ εἰδώς, ἐγὼ δέ, ὥσπερ οὖν οὐκ οἶδα, οὐδὲ οἴομαι [Soy más sabio que este hombre; pues ninguno de los dos sabe realmente nada fino y bueno, pero este hombre cree saber algo cuando no lo sabe, mientras que yo, como no sé nada, tampoco creo saberlo. ]  - Apología a Sócrates 21d
Así se inmortalizó popularmente en la frase "Solo sé que no sé nada" que es sabio reconocer la propia ignorancia y practicar la humildad epistémica.
Los antiguos romanos también valoraban la sabiduría que se personificaba en Minerva, o Pallas. Ella también representa el conocimiento hábil y las virtudes, especialmente la castidad. Su símbolo era el búho, que sigue siendo una representación popular de la sabiduría, porque puede ver en la oscuridad. Se dice que nació de la frente de Júpiter.
La sabiduría también es importante dentro del cristianismo. Jesús hizo hincapié en ella. La Prudencia, íntimamente relacionada con la sabiduría, se convirtió en una de las cuatro virtudes cardinales del catolicismo. El filósofo cristiano Tomás de Aquino consideraba que la sabiduría era el "padre" (es decir, la causa, la medida y la forma) de todas las virtudes.
En la línea de la concepción socrática, en el siglo XVIII Immanuel Kant recalcaba que «el hombre no está en posesión de la sabiduría, solo tiende hacia ella». La filosofía entonces sería un esfuerzo hacia la sabiduría, que nunca se cumple plenamente. De este modo, para la filosofía crítica kantiana la figura del sabio se convierte en fundamental, aunque solo como norma ideal e inalcanzable a la que el filósofo simplemente puede aspirar.
En las tradiciones budistas, el desarrollo de la sabiduría desempeña un papel central en el que se proporciona una guía completa sobre cómo desarrollar la sabiduría. En la tradición Inuit, desarrollar la sabiduría era uno de los objetivos de la enseñanza. Un Elder inuit decía que una persona se convertía en sabia cuando podía ver lo que había que hacer y lo hacía con éxito sin que le dijeran lo que tenía que hacer.
En muchas culturas, el nombre de los terceros molares, que son los últimos dientes en crecer, está etimológicamente relacionado con la sabiduría, por ejemplo, como en el inglés wisdom tooth. Tiene su apodo originado en la tradición clásica, que en los escritos hipocráticos ya se llamaba sóphronistér (en griego, relacionado con el significado de moderación o dar una lección), y en latín dens sapientiae (muela del juicio), ya que aparecen en la edad de la madurez al final de la adolescencia y al principio de la edad adulta.

## Perspectivas psicológicas
Los psicólogos han comenzado a reunir datos sobre las creencias comunes o teorías populares sobre la sabiduría. Los primeros análisis indican que, aunque "existe un solapamiento de la teoría implícita de la sabiduría con la inteligencia, la capacidad de percepción, la espiritualidad y la astucia, es evidente que la sabiduría es una pericia para afrontar las cuestiones difíciles de la vida y la adaptación a las exigencias complejas."
Estas teorías implícitas contrastan con las teorías explícitas y la investigación empírica sobre los procesos psicológicos resultantes que subyacen a la sabiduría.
 Las opiniones sobre las definiciones psicológicas exactas de la sabiduría varían, pero hay cierto consenso en que son críticos para la sabiduría ciertos procesos de meta-cognitiva que permiten la reflexión y el juicio sobre asuntos vitales críticos. Estos procesos incluyen el reconocimiento de los límites del propio conocimiento, el reconocimiento de la incertidumbre y el cambio, la atención al contexto y al panorama general, y la integración de diferentes perspectivas de una situación. Los científicos cognitivos sugieren que la sabiduría requiere coordinar estos procesos de razonamiento, ya que pueden proporcionar soluciones perspicaces para gestionar la propia vida. En particular, este tipo de razonamiento es teórica y empíricamente distinto de la inteligencia general. Robert Sternberg ha sugerido que la sabiduría no debe confundirse con la inteligencia general (fluida o cristalizada). En consonancia con esta idea, los investigadores han demostrado empíricamente que el razonamiento sabio es distinto del Cociente Intelectual (CI). A continuación se enumeran varias caracterizaciones más matizadas de la sabiduría.
Baltes y sus colegas en Wisdom: its structure and function in regulating lifespan successful development definió la sabiduría como "la capacidad de afrontar las contradicciones de una situación concreta y de valorar las consecuencias de una acción para sí mismo y para los demás. Se logra cuando en una situación concreta se puede elaborar un equilibrio entre los intereses intrapersonales, interpersonales e institucionales". El equilibrio en sí mismo parece ser un criterio crítico de la sabiduría. La investigación empírica comenzó a dar apoyo a esta idea, mostrando que el razonamiento relacionado con la sabiduría está asociado con el logro del equilibrio entre los intereses intrapersonales e interpersonales cuando se enfrentan a los desafíos de la vida personal, y cuando se establecen objetivos para la gestión de los conflictos interpersonales.
Los investigadores del campo de la psicología positiva han definido la sabiduría como la coordinación del "conocimiento y la experiencia" y "su uso deliberado para mejorar el bienestar"  Según esta definición, la sabiduría se define además con las siguientes facetas:

## Comprensión y relación de la sabiduría con otros conceptos afines
La sapiencia implica amplitud de conocimiento y profundidad de entendimiento, que son los que aportan la sensatez y claridad de juicio que la caracterizan. El hombre sabio ‘atesora conocimiento’ y así tiene un fondo al que recurrir. (Pr 10:14.) Aunque la “sabiduría es la cosa principal”, el consejo es: “Con todo lo que adquieres, adquiere entendimiento”. (Pr 4:5-7.) El entendimiento (término amplio que con frecuencia abarca el discernimiento) añade fuerza a la sabiduría, contribuyendo en gran manera a la discreción y la previsión, cualidades que también son características notables de la sabiduría. La discreción supone prudencia, y se puede expresar en forma de cautela, autodominio, moderación o comedimiento. El hombre “discreto [una forma de fró·ni·mos]” edifica su casa sobre la masa rocosa, previendo la posibilidad de una tormenta; el insensato la edifica sobre la arena y experimenta desastre. (Mt 7:24-27.)
El término hebreo chokhmah (verbo, ja·kjám) y el griego sophia, así como sus afines, son los vocablos básicos que comunican el concepto de «sabiduría». También está la palabra hebrea tu·schi·yáh, que se puede traducir por «trabajo eficaz» o «sabiduría práctica», y las palabras griegas fró·ni·mos y fró·nē·sis (de frēn, la «mente»), que se refieren a la «sensatez», «discreción» o «sabiduría práctica».
Hay otro tipo de sabiduría que es la sabiduría infusa, mencionada por Tomás de Aquino en su Suma Teológica (1274) y Raimundo Lulio en Blanquerna (1286) que, contrario a lo dicho anteriormente, que la sabiduría se obtiene con la experiencia, ésta sabiduría, es un don extraordinario de Dios que sólo a ciertas personas se les es concedido, y que ésas personas, son capaces de demostrar una gran sabiduría, y pueden saber sobre alguna ciencia humana o divina, sin haber tenido estudios o experiencia para ello. Hay casos como lo es el conocimiento de las sagradas escrituras, con su verdadera interpretación y el conocimiento de los misterios de Dios. Ejemplo de ello son Santa Teresa de Ávila San Pascual Baylón, Santa Catalina de Siena, y Dolindo Ruotolo.

## Dimensiones de la percepción de la sabiduría en doce países de los cinco continentes
Según es estudio publicado en Nature Communications en su artículo 6375 (2024) publicado el 14 de agosto del 2024: Dimensions of wisdom perception across twelve countries on five continents en 12 países de cinco continentes y teniendo en cuenta las diferencias idiomáticas y culturales, una persona puede ser percibida como sabia según dos facetas: la orientación reflexiva y la conciencia socio-emocional. La orientación reflexiva abarca una serie de características que destacan la importancia de un pensamiento profundo y analítico, mientras que la conciencia socio-emocional se centra en las habilidades relacionadas con la empatía, la compasión y la sensibilidad social.